# Opegraphaceae
Opegraphaceae is een familie van schimmels uit de orde Arthoniales. Het typegeslacht is Opegrapha.

## Taxonomie
Het bevat de volgende 16 geslachten
1. Combea - 2 soorten
2. Cresponea - 22 soorten
3. Dictyographa - 7 soorten
4. Dolichocarpus - 2 soorten
5. Fouragea - 8 soorten
6. Ingaderia - 2 soorten
7. Kalaallia - 1 soort
8. Llimonaea - 4 soorten
9. Nyungwea - 4 soorten
10. Opegrapha - 630 soorten
11. Paraingaderia - 1 soort
12. Paraschismatomma - 1 soort
13. Pentagenella - 6 soorten
14. Schizopelte - 2 soorten
15. Sclerophyton - 20 soorten
16. Sparria - 2 soorten